# Liste der Verwaltungseinheiten der Insel Sulawesi
Diese Liste der Verwaltungseinheiten der Insel Sulawesi zeigt in zusammenfassender Form die statistische Auswertung der sechs Provinzen in der Region Sulawesi sowie die Durchschnittswerte der untergeordneten Verwaltungseinheiten (Kabupaten, Kecamatan, Desa und Kelurahan) dieser. Diese Werte wurden alle rechnerisch ermittelt und basieren auf den Fortschreibungszahlen der Einwohnerämter vom Jahresende 2024.
| Provinz (Anzahl der Kabupaten und Kota) | Summen und Anteile | Summen und Anteile | Summen und Anteile    | Summen und Anteile    | Summen und Anteile    | Summen und Anteile | Summen und Anteile | Anzahl der Einheiten | Anzahl der Einheiten | Anzahl der Einheiten | Durchschnittswerte je Einheit | Durchschnittswerte je Einheit | Durchschnittswerte je Einheit | Durchschnittswerte je Einheit | Durchschnittswerte je Einheit | Durchschnittswerte je Einheit |
| Provinz (Anzahl der Kabupaten und Kota) | Fläche             | Anteil (%)         | Bevölkerung Ende 2024 | Bevölkerung Ende 2024 | Bevölkerung Ende 2024 | Anteil (%)         | Dichte             | Anzahl der Einheiten | Anzahl der Einheiten | Anzahl der Einheiten | Kab. u. Kota                  | Kab. u. Kota                  | Kecamatan                     | Kecamatan                     | Desa u. Kelurahan             | Desa u. Kelurahan             |
| Provinz (Anzahl der Kabupaten und Kota) | Größe (km²)        | Anteil (%)         | Insg.                 | männl.                | weibl.                | Anteil (%)         | Einw. je km²       | Kec.                 | Desa                 | Kel.                 | Fläche (km²)                  | Einw.                         | Fläche (km²)                  | Einw.                         | Fläche (km²)                  | Einw.                         |
| --------------------------------------- | ------------------ | ------------------ | --------------------- | --------------------- | --------------------- | ------------------ | ------------------ | -------------------- | -------------------- | -------------------- | ----------------------------- | ----------------------------- | ----------------------------- | ----------------------------- | ----------------------------- | ----------------------------- |
| 71 Sulawesi Utara (11 / 4)              | 14.500,28          | 7,79               | 2.645.291             | 1.351.734             | 1.293.557             | 12,64              | 182,43             | 171                  | 1.507                | 332                  | 966,69                        | 176.353                       | 84,80                         | 15.470                        | 7,88                          | 1.438                         |
| 72 Sulawesi Tengah (12 / 1)             | 61.605,72          | 33,08              | 3.219.494             | 1.652.891             | 1.566.603             | 15,38              | 52,26              | 177                  | 1.842                | 175                  | 4.738,90                      | 247.653                       | 348,05                        | 18.189                        | 30,54                         | 1.596                         |
| 73 Sulawesi Sealatan (21 / 3)           | 45.330,55          | 24,34              | 9.528.276             | 4.729.375             | 4.798.901             | 45,51              | 210,2              | 313                  | 2.267                | 793                  | 1.888,77                      | 397.012                       | 144,83                        | 30.442                        | 14,81                         | 3.114                         |
| 74 Sulawesi Tenggara (15 / 2)00         | 36.159,71          | 19,42              | 2.824.589             | 1.427.378             | 1.397.211             | 13,49              | 78,11              | 221                  | 1.908                | 378                  | 2.127,04                      | 166.152                       | 163,62                        | 12.781                        | 15,82                         | 1.236                         |
| 75 Gorontalo (5 / 1)                    | 12.025,15          | 6,46               | 1.250.960             | 631.495               | 619.465               | 5,98               | 104,03             | 77                   | 657                  | 72                   | 2.004,19                      | 208.493                       | 156,17                        | 16.246                        | 16,50                         | 1.716                         |
| 76 Sulawesi Barat (6 / –)               | 16.594,75          | 8,91               | 1.466.741             | 744.533               | 722.208               | 7,01               | 88,39              | 69                   | 575                  | 73                   | 2.765,79                      | 244.457                       | 240,50                        | 21.257                        | 25,61                         | 2.263                         |
|                                         |                    |                    |                       |                       |                       |                    |                    |                      |                      |                      |                               |                               |                               |                               |                               |                               |
| Kota (11)                               | 2.297,00           | 1,23               | 3.859.237             | 1.929.961             | 1.929.276             | 18,43              | 1.680,12           | 92                   | 645                  | 15                   | 208,82                        | 350.840                       | 24,97                         | 41.948                        | 3,48                          | 5.847                         |
| Kabupaten (70)                          | 183.919,15         | 98,77              | 17.076.114            | 8.607.445             | 8.468.669             | 81,57              | 92,85              | 936                  | 1.178                | 8.741                | 2.627,42                      | 243.944                       | 196,49                        | 18.244                        | 18,54                         | 1.722                         |
|                                         |                    |                    |                       |                       |                       |                    |                    |                      |                      |                      |                               |                               |                               |                               |                               |                               |
| Region (71)                             | 186.216,16         |                    | 20.935.351            | 10.537.406            | 10.397.945            |                    | 89,39              | 1.028                | 8.756                | 1.823                | 2.298,96                      | 258.461                       | 181,14                        | 20.365                        | 17,60                         | 1.979                         |